# A Deaf Burglar
A Deaf Burglar è un cortometraggio muto del 1913 diretto e prodotto da Mack Sennett e interpretato da Charles Avery, Fred Mace e Ford Sterling.

## Produzione
Il film fu prodotto da Mack Sennett per la sua compagnia, la Keystone.

## Distribuzione
Il film - un cortometraggio della lunghezza di 117,35 - uscì nelle sale il 3 marzo 1913, distribuito dalla Mutual Film. Nelle proiezioni, veniva programmato con il sistema dello split reel, accorpato in un'unica bobina con un altro cortometraggio prodotto dalla Mutual, The Sleuth's Last Stand.